# Nieuwstraat 7 (Baarn)
De vrijstaande woning aan de Nieuwstraat 7 is een gemeentelijk monument in Baarn in de provincie Utrecht. Het huis lijkt erg op het huis ernaast, Nieuwstraat 9.
De voorgevel staat niet helemaal recht op de rooilijn. Aan de linker voorzijde is een erker gebouwd met glas-in-lood bovenlichten. Behalve decoratief metselwerk is in de voorgevel ook een muizentandlijst aangebracht.
In de geveltop is de versierde boog boven het venster opvallend.